# Eutelsat 1F1
Eutelsat 1F1 var en tidig europeisk TV-satellit. Den sköts upp den 16 juni 1983, med en Ariane 1-raket från Kourou. Satelliten gick över sin förutspådda livstid ordentligt, men den 16 december 1996 togs satelliten ur tjänst.
Satelliten sände bland annat kanaler såsom Sky Channel, Super Channel och Music Box (TV-kanal).

### Fotnoter
1. ↑  ”NASA Space Science Data Coordinated Archive” (på engelska). NASA. https://nssdc.gsfc.nasa.gov/nmc/spacecraft/display.action?id=1983-058A. Läst 7 april 2020.